# もちろー
もちろー（1988年2月14日 - ）は日本の俳優。大阪府大阪市出身。ゴールドラッシュエンターテインメント所属。

## 人物
京都産業大学卒業。
オリックス・バファローズのファン。本人のTwitterで球場で観戦しているのが投稿されている。

## 出演

### テレビドラマ
- 花咲舞が黙ってない（2014年、日本テレビ) -  銀行客 役
- 聖女（2014年、NHK）‐　TVカメラマン 役
- デスノート（2015年、日本テレビ）‐ 盗見米吾郎 役
- 掟上今日子の備忘録（2015年、日本テレビ）
- 武道館（2016年、フジテレビ)
- 東京タラレバ娘（2017年、日本テレビ）

### 映画
- インターン！（2016年）‐ 細川弘美 役

### バラエティ
- ニンゲン観察バラエティ モニタリング（TBS）
- 優しい人なら解ける クイズやさしいね（フジテレビ）

### 舞台
- 『G級ベストテン4』(2013年8月、表参道GROUND)
- 『ドラゴンスカイ』(2014年2月、スペース・ゼロ)
- 『PRIDE』(2015年7月、アクアスタジオ)
- SECOND N PRODUCE『愛しの☆ギョレンジャー』(2016年3月、高田馬場ラビネスト)
- 女女計画『美しく群れる夜』 (2016年12月、シアターブラッツ)